# Platteweg
Platteweg (52° 01′ N, 4° 44′ L) é uma vila dos Países Baixos, na província de Holanda do Sul. Platteweg pertence ao município de Reeuwijk, e está situada a 2 km, a leste de Gouda.
A área de Platteweg, que também inclui as partes periféricas da cidade, bem como a zona rural circundante, tem uma população estimada em 180 habitantes.